# Associazione Nazionale del Fante

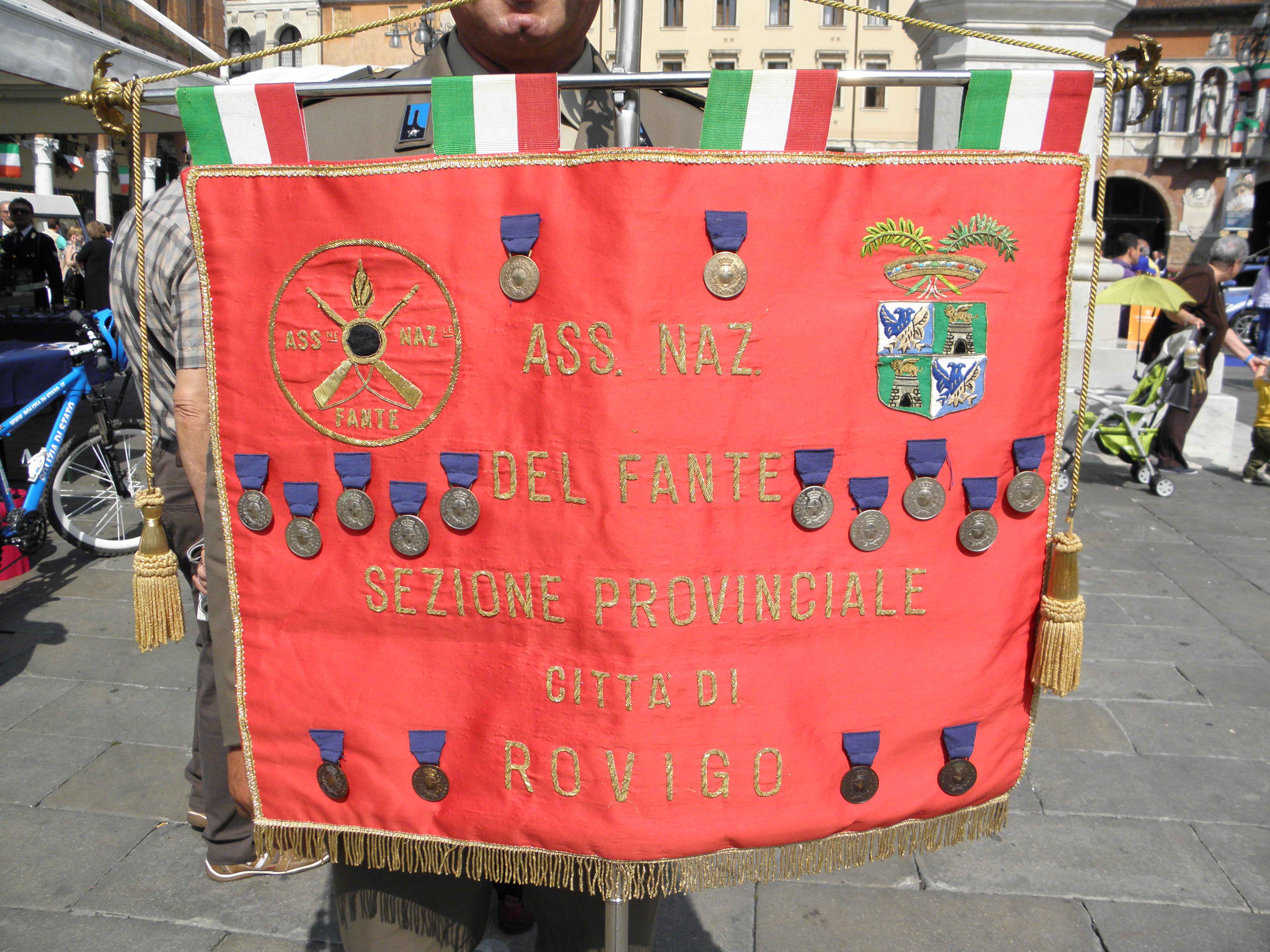
Medagliere dell'Associazione Nazionale del Fante, sezione di Rovigo.

L'Associazione Nazionale del Fante (acronimo A.N.F.) rappresenta l'Arma di fanteria dell'Esercito italiano nella società civile.
L'A.N.F. è stata fondata nel 1920 dal Tenente di Complemento Giuseppe Fontana, in accoglimento all'istanza dei fanti del Regio Esercito, reduci dalla Prima guerra mondiale. L'associazione è depositaria del Medagliere Nazionale dell'Arma di Fanteria per conto dell'Esercito Italiano. Nella sua natura di Associazione d'arma è dotata di personalità giuridica e ha la propria sede a Milano, è affiliata ad Assoarma. Dal 2017 il presidente è Gianni Stucchi.

## Storia
L'A.N.F., pur richiamandosi alla lunga tradizione della fanteria, ha ancorato la propria missione statutaria sulla fanteria post unitaria, cioè ai fanti che hanno partecipato alle battaglie dopo l'unità d'Italia. In ragione di tale scelta del sodalizio, da un punto di vista storico, si distinguono due periodi principali di attività, l'A.N.F. nel Regno d'Italia (1861-1946) e l'A.N.F. in Italia.

### Regno d'Italia
L'associazione è stata costituita a Milano il 7 luglio 1920 su iniziativa del Tenente di Complemento Giuseppe Fontana in accoglimento a delle richieste dei fanti reduci della Prima guerra mondiale. Fontana morì il 7 gennaio 1943, con il grado di Maggiore, in seguito alle ferite riportate in combattimento nella Campagna italiana di Russia alla quale partecipò da volontario.
La prima sezione (detta "La Primogenita" o anche solo "Primogenita"), fu inaugurata a Milano il 24 ottobre 1920.
Il secondo presidente nazionale fu il tenente Gino Dall'Ara, anche lui volontario nella Prima guerra mondiale dove subì la mutilazione dell'occhio sinistro. Partecipò alla Seconda guerra mondiale con il grado di Tenente Colonnello.
Con Regio decreto 13 maggio 1943, l’Associazione assunse la denominazione di "Reggimento Fanti d'Italia".

### Italia
Ripresa la vita associativa nel 1949 la struttura si espanse fino a comprendere più di duemila sezioni. Il 5 maggio 1949 il senatore Aldo Rossini fu eletto presidente nazionale dell'associazione. Nel 1954 l'Associazione mutò il nome da "Reggimento Fanti d'Italia" a quello attuale. Il 10 settembre 1959 viene iscritta nel Pubblico Registro delle persone giuridiche. Nel 1975 venne eletto alla presidenza nazionale Marcello Mantovani, nel 1992 gli successe Elio Nardilli, nel 2003 Vito Titano. Il 23 dicembre 2003, in seguito all'emanazione del D.P.R. n. 361/2000, l'organizzazione è stata iscritta nel Registro delle Persone Giuridiche tenuto dalla Prefettura di Milano. Nel 2009 è stato eletto Antonio Beretta e il 10 e 11 ottobre 2009, in occasione del Congresso straordinario di Milano, è stato redatto un nuovo Statuto. Il 22 aprile 2017 è stato eletto presidente Gianni Stucchi.
Nel 2024 risultano attive 320 sezioni con 11.800 soci effettivi a cui si aggiungono 3.500 patronesse.

## Descrizione
L'A.N.F. è un'Associazione d'arma, non a scopo di lucro. Mediante le proprie attività, sia di tipo istituzionale con funzione pubblica che interna al sodalizio, persegue gli scopi costitutivi indicati nello statuto: di tipo patriottico, commemorativo e celebrativo in relazione alla storia e tradizioni della fanteria, di promozione del volontariato e dell'assistenza sociale; scopi di tipo culturale, sportivo e umanitario.
L'A.N.F. ha ricevuto in deposito il Medagliere Nazionale dell'Arma di Fanteria.

### Attività

#### Le adunate
Si tratta di raduni nazionali che si tengono con cadenza pressoché annuale. Il primo si è registrato nel 1934 e vide la presenza di 15.000 fanti del Regio Esercito. Dopo la Seconda guerra mondiale i raduni celebrati durante il Ventennio non sono oggetto di promozione e la numerazione ordinale delle adunate ha inizio nel 1955 con il primo raduno nazionale di Napoli.
| Anno | Città               | Note                 |
| ---- | ------------------- | -------------------- |
| 1934 | Roma                | Ventennio            |
| 1935 | Trieste             | Ventennio            |
| 1936 | Napoli              | Ventennio            |
| 1955 | Napoli              | 1º Raduno Nazionale  |
| 1958 | Cagliari            | 2º Raduno Nazionale  |
| 1960 | Palermo             | 3º Raduno Nazionale  |
| 1961 | Torino              | 4º Raduno Nazionale  |
| 1962 | Gorizia             | 5º Raduno Nazionale  |
| 1964 | Fogliano Redipuglia | 6º Raduno Nazionale  |
| 1965 | Novara              | 7º Raduno Nazionale  |
| 1966 | Gorizia             | 8º Raduno Nazionale  |
| 1969 | Fogliano Redipuglia | 9º Raduno Nazionale  |
| 1971 | Genova              | 10º Raduno Nazionale |
| 1974 | Fogliano Redipuglia | 11º Raduno Nazionale |
| 1976 | Bari                | 12º Raduno Nazionale |
| 1977 | Fogliano Redipuglia | 13º Raduno Nazionale |
| 1978 | Tonezza del Cimone  | 14º Raduno Nazionale |
| 1980 | Verona              | 15º Raduno Nazionale |
| 1982 | Brescia             | 16º Raduno Nazionale |
| 1984 | Novara              | 17º Raduno Nazionale |
| 1986 | Vicenza             | 18º Raduno Nazionale |
| 1988 | Vittorio Veneto     | 19º Raduno Nazionale |
| 1990 | Bergamo             | 20º Raduno Nazionale |
| 1992 | Mantova             | 21º Raduno Nazionale |
| 1994 | Trento              | 22º Raduno Nazionale |
| 1996 | Belluno             | 23º Raduno Nazionale |
| 1998 | Gorizia             | 24º Raduno Nazionale |
| 2000 | Modena              | 25º Raduno Nazionale |
| 2002 | Treviso             | 26º Raduno Nazionale |
| 2004 | Piacenza            | 27º Raduno Nazionale |
| 2006 | Chioggia            | 28º Raduno Nazionale |
| 2008 | Massa               | 29º Raduno Nazionale |
| 2010 | Udine               | 30º Raduno Nazionale |
| 2012 | Ravenna             | 31º Raduno Nazionale |
| 2014 | Vicenza             | 32º Raduno Nazionale |
| 2016 | Brescia             | 33º Raduno Nazionale |
| 2018 | Vittorio Veneto     | 34º Raduno Nazionale |
| 2024 | Trieste             | 35º Raduno Nazionale |

### Le sezioni
L'A.N.F. si compone di diverse sezioni, presenti in molte città italiane. Ogni sezione ha una propria vita associativa e persegue lo scopo di "onorare i caduti operando per i vivi". Tra le iniziative editoriali di sezione si segnala "Il Fante Cividalese".

#### Mappa delle Sezioni
La mappa mostra la posizione approssimativa delle sezioni attive dell'Associazione Nazionale del Fante.

#### Regione Friuli-Venezia Giulia
Cividale del Friuli (UD), Cormons (GO), Feletto Umberto (comune di Tavagnacco, UD), Gemona del Friuli (UD), Gorizia (GO), Gradisca d’Isonzo (GO), Osoppo (UD), Spilimbergo (PN), Trieste (TS), Udine (UD).

#### Regione Veneto
Provincia di Vicenza: Altopiano 7 Comuni (così denominata. Trattasi di Asiago) Altopiano dei Sette Comuni, Arsiero, Breganze, Camisano Vicentino, Campedello (è una frazione di Vicenza), Chiampo, Costabissara, Longa - Schiavon (Schiavon), Malo - Monte di Malo (Malo), Marano Vicentino, Marostica, Montecchio Precalcino, Nove, Noventa Vicentina, Orgiano, Pojana Maggiore, Romano d'Ezzelino, Rosà, Sarcedo, Salcedo, Santorso, Schio, Tezze sul Brenta, Tonezza del Cimone, Val Liona, Valli del Pasubio.
Provincia di Padova: Padova, Abano Terme, Fontaniva.
Venezia (VE), Rovigo (RO), Treviso (TV).

#### Regione Emilia-Romagna
Casalecchio di Reno (BO), Frassinoro (MO), Ponti sul Mincio (MN).

#### Regione Lazio
Cesano (RM), Mirandola (MO), Roma (RM).

#### Regione Lombardia
Flero (BS), Urgnano (BG), Voghera (PV), Milano - detta La Primogenita (MI).

#### Regione Calabria
Cosenza (CS).

#### Regione Sicilia
Palermo, Bagheria (PA), Monreale (PA), Cefalù (PA), Belmonte Mezzagno (PA), Milazzo (ME), Aci Castello (CT), Gela (CL), Siracusa.

#### Regione Trentino-Alto Adige
Fornace (TN), Telve di Sopra (TN).

## Presidenti
Di seguito è riportata la tabella di tutti i presidenti dell'associazione, dal 1920. 
| Presidente                                                  | Durata carica        |
| ----------------------------------------------------------- | -------------------- |
| Tenente di Complemento Giuseppe Fontana (m. 7 gennaio 1943) | 1920 -               |
| Tenente Gino Dall'Ara (m. 1967)                             |                      |
| Onorevole Aldo Rossini                                      | 5 maggio 1949 - 1975 |
| Marcello Mantovani                                          | 1975 - 1992          |
| Elio Nardilli                                               | 1992 - 2003          |
| Vito Titano                                                 | 2003 - 2009          |
| Antonio Beretta                                             | 2009 - 2017          |
| Gianni Stucchi                                              | 22 aprile 2017 -     |

## Monumenti e altri segni dedicati al Fante

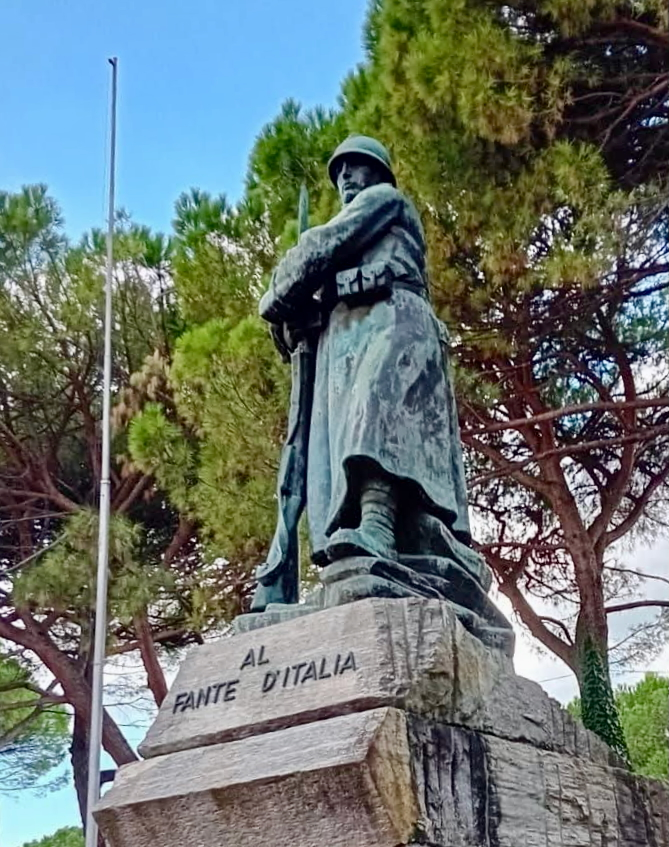
Monumento al Fante (Gorizia).

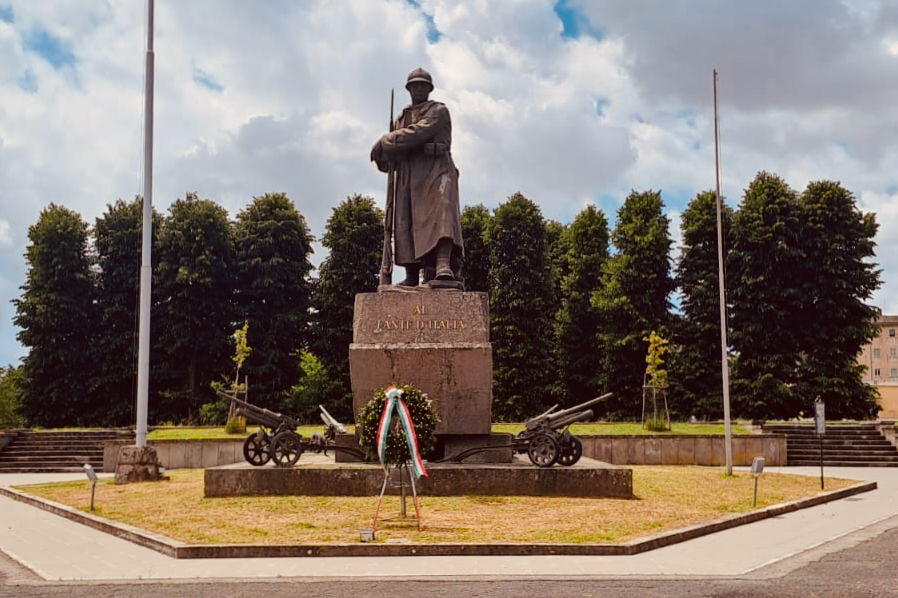
Monumento al Fante, Cesano di Roma, presso la Scuola di Fanteria.

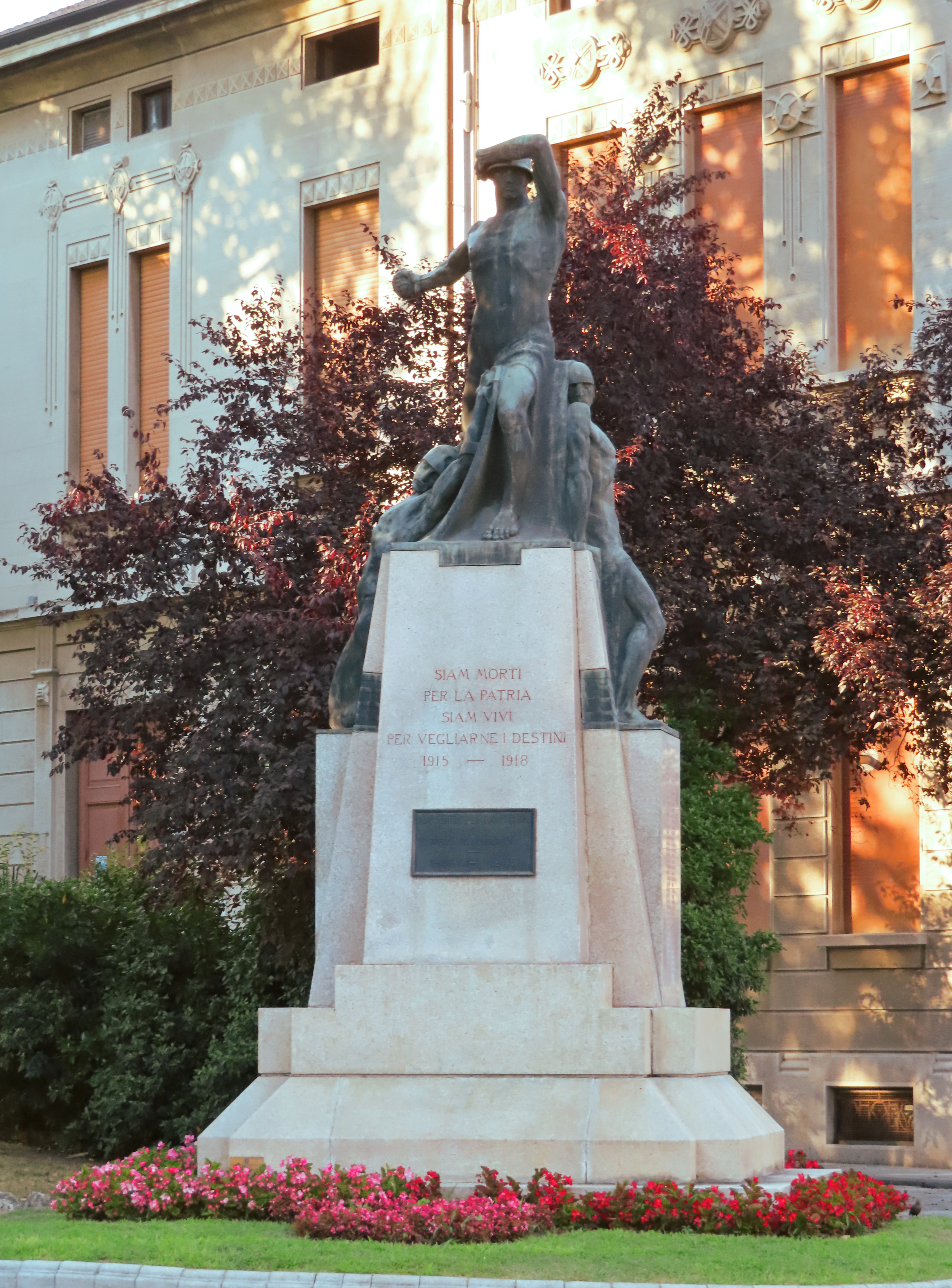
Monumento al Fante (Salsomaggiore Terme).

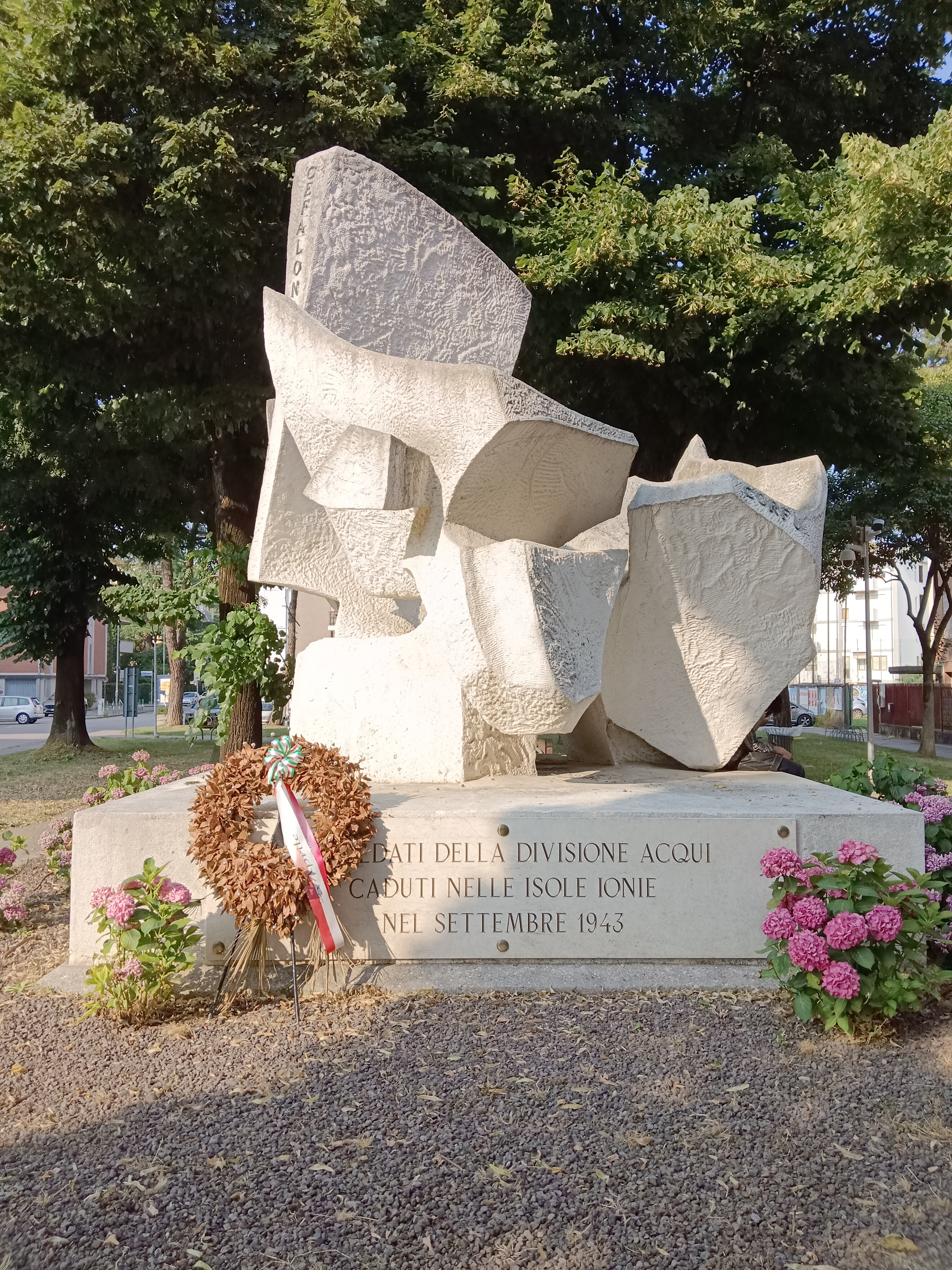
Monumento alla Divisione Fanteria ACQUI, Padova.

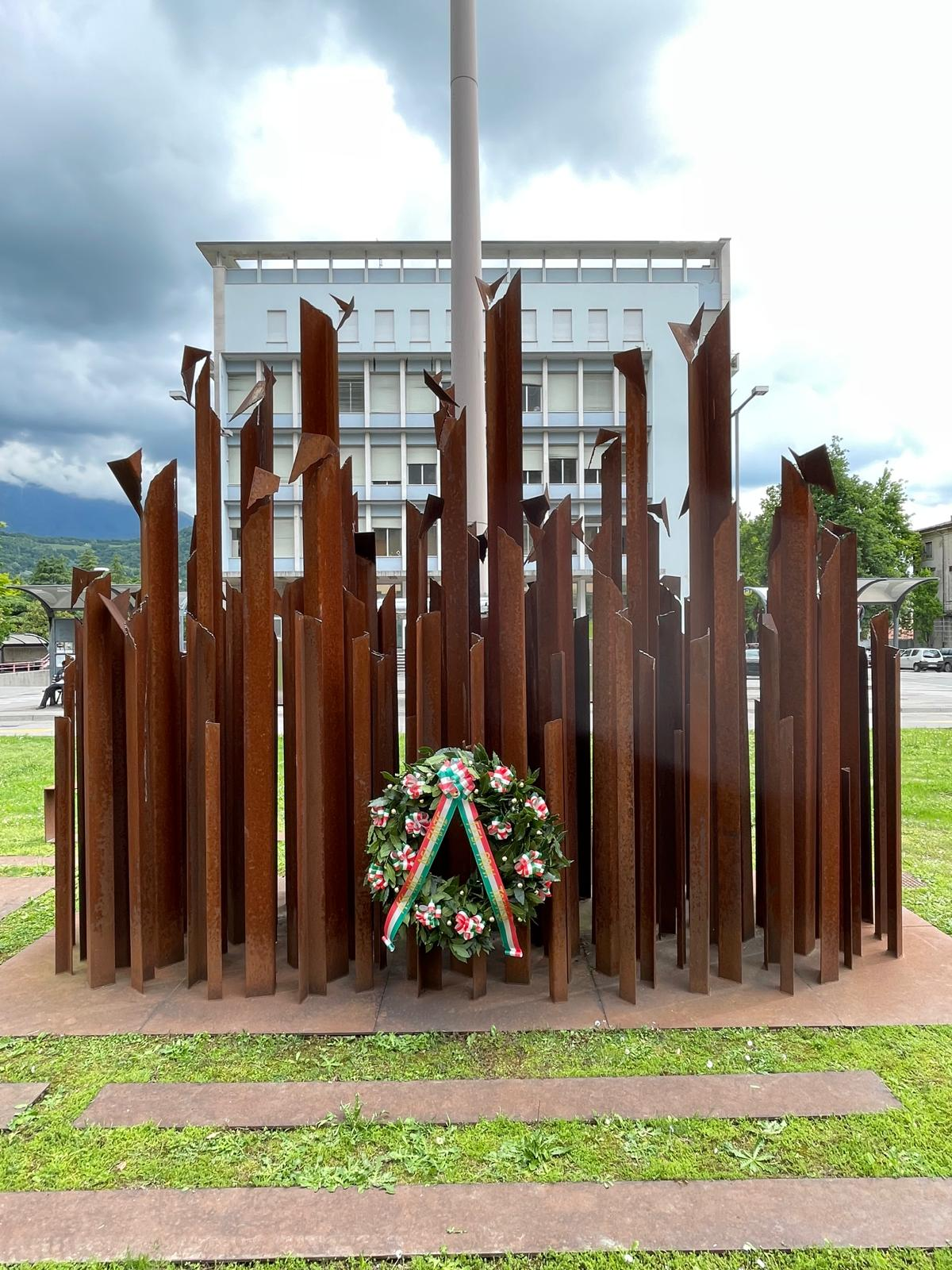
Monumento al Fante (Vittorio Veneto).

Con la locuzione «Monumenti al Fante» si indicano le opere commemorative, di committenza pubblica o associativa, dedicate all’Arma di fanteria.  La loro realizzazione ebbe inizio nel 1919 e conobbe un secondo impulso negli anni 1960, in coincidenza con il cinquantenario della prima guerra mondiale. Ai monumenti si aggiungono «Altri Segni dedicati al Fante», come può essere un capitello della Madonna del Fante, una statua, un cippo, una chiesetta, una via o una piazza.

### Cronologia sintetica
- 1919-1925: inaugurazione di cippi e statue nei principali capoluoghi provinciali.
- 1960-1966: nuova stagione di monumenti in bronzo, su progetto dello scultore Angelo Balzardi.

### Tipologie e materiali
- statue a figura intera in bronzo su basamento lapideo;
- gruppi scultorei presso poli addestrativi;
- cippi in pietra con iscrizioni nominali.

### Funzione cerimoniale
I monumenti costituiscono il punto focale delle cerimonie del 4 novembre e dei raduni dell’Associazione Nazionale del Fante, oltre a essere utilizzati come tappe didattiche nei percorsi di educazione alla memoria.

#### Opere dedicate al Fante di Angelo Balzardi
- Monumento al Fante d'Italia, 1966, Giardini pubblici, Gorizia 45°56′45.04″N 13°37′10.69″E [20][21]
- Statua in bronzo, 1961, "Al Fante d'Italia", Torino 45°03′43.32″N 7°39′48.63″E [22][23]
- Monumento del Fante, Cesano (RM), gruppo bronzeo dedicato ai «Ragazzi del ’99», anni 1960, presso la Scuola di Fanteria 42°04′07.15″N 12°19′51.95″E [24][25]
- Monumento al Fante, a cippo, Costigliole d'Asti 44°47′08.66″N 8°10′56.87″E

#### Altri Segni dedicati al Fante
- Capitello della Madonna del Fante, Cesiomaggiore (BL)
- Chiesetta dei Fanti, Montorso Vicentino (VI) 45°30′04.91″N 11°20′15.18″E [26]
- Cimitero Militare Italiano, Bligny (Francia) 49°11′17.66″N 3°50′26.7″E
- Cippo dei Fanti, Lonato del Garda (BS) 45°27′39.57″N 10°29′03.5″E [27]
- Cippo al Fante d'Italia, Schio 45°42′38.34″N 11°21′32.94″E [28]
- Madonna del Fante, Villa d'Ogna (BG) 45°54′07.34″N 9°55′34.92″E [29]
- Madonnina del Fante, Gorizia (GO) 45°56′10.03″N 13°35′37″E [30]
- Memoriale di Thiepval(Francia) 50°03′01.87″N 2°41′08.63″E
- Midland Railway War Memorial
- Milite Ignoto, Roma 41°53′41.68″N 12°28′58.55″E
- Monumento ai Caduti della Divisio di Fanteria Acqui, Lonato (BS) 44°40′06.28″N 8°28′06.67″E [31]
- Monumento al Fante, Bottanuco (BG) 45°38′21.3″N 9°30′14.18″E [32]
- Monumento al Fante, Rovigo[33]
- Monumento al Fante, Rovigo 45°04′10.45″N 11°47′33.14″E [34]
- Monumento al Fante, Cavour (TO) 44°47′04.42″N 7°22′09.84″E [35]
- Monumento al Fante, Legnago (VR) 45°11′44.81″N 11°18′57.35″E [36]
- Monumento al Fante, Palosco (BG) 45°35′04.16″N 9°50′33.4″E [37]
- Monumento al Fante, Puegnano del Garda (BS) 45°34′04.51″N 10°30′35.82″E [38]
- Monumento al Fante, Torrazza Piemonte (TO) 45°13′06.17″N 7°58′46.02″E [39]
- Monumento al Fante, Giardini del Molosiglio, Napoli 40°50′08.05″N 14°15′03.96″E
- Monumento al Fante, Piazza Medaglie d'Oro. In ricordo delle 116 brigate di Fanteria che hanno combattuto nella I GM, Vittorio Veneto 45°59′23.82″N 12°17′47.26″E [40]
- Monumento al Fante, Salsomaggiore Terme 44°48′58.93″N 9°58′43.5″E
- Monumento al Fante d'Italia, Camisano Vicentino 45°31′12.22″N 11°42′43.56″E
- Monumento al Fante d'Italia, Martignacco (UD) 46°05′49.6″N 13°08′04.2″E [41]
- Monumento al Fante d'Italia, Pavia (PV) 45°10′53.33″N 9°10′01.16″E [42]
- Monumento al Fante d'Italia per la pace, Vestenanova (VR) 45°34′23.84″N 11°13′43.97″E [43]
- Monumento alla 33ª Divisione Fanteria Aqui, Padova 45°25′26.18″N 11°52′32.59″E
- Monumento ai caduti (San Felice sul Panaro) 44°50′21.16″N 11°08′27.13″E
- Parco dedicato al Fante d'Italia, Marano Vicentino
- Piazzale dedicato al Milite Ignoto, La Spezia 44°06′51.41″N 9°48′24.55″E[44]
- Stele dedicata ai Fanti, Castegnato (BS) 45°33′42.34″N 10°06′58.14″E [45]
- Stele "Al Fante d'Italia", Marano Vicentino

- Stele, Monumento dei Fanti, Monteforte d'Alpone (VR) 45°26′53.48″N 11°17′56.98″E [46]

## Percorsi commemorativi, Cimiteri, Ossari, Sacrari e Templi

### Percorsi commemorativi
- Alta via della grande guerra

### Cimiteri
- Cimitero degli Invitti
- Cimiteri di guerra dell'Altopiano dei Sette Comuni
- Cimitero militare monumentale di Arsiero
- Cimitero militare italiano di Bolzano
- Cimitero militare italiano di Merano
- Cimitero militare di Val Minèra
- Cimitero militare di Sorgazza
- Cimitero militare italiano di Bligny
- Cimitero militare italiano a Breslavia
- Cimitero militare italiano di Mauthausen
- Cimitero Piscicelli
- Cimitero militare italiano di Soupir
- Cimitero militare italiano a Varsavia
- Arquata Scrivia Communal Cemetery Extension

### Ossari
- Ossario del monte Cimone
- Ossario di Tolmino
- Ossario di Douaumont
- "Ossario" di Gössensaß, sul quale è incisa la scritta "Sacra sia la via agli italiani, dove passarono i fanti" - Emanuele Filiberto di Savoia[47]
- Monumento ossario ai caduti della Grande Guerra (nella Certosa di Bologna)

### Sacrari
- Sacrario dei caduti d'oltremare di Bari
- Sacrario militare del monte Grappa
- Sacrario militare del Pasubio
- Sacrario militare del Tonale
- Sacrario militare di Asiago
- Sacrario militare di Caporetto
- Sacrario militare di Oslavia
- Sacrario militare di Passo Resia
- Sacrario militare di Pian di Salesei
- Sacrario militare di Redipuglia
- Sacrario militare di San Candido (in tedesco Militärfriedhof Innichen)
- Sacrario militare di Trento all'interno del cimitero monumentale di Trento
- Sacrario militare dello Stelvio
- Sacrario militare della Santissima Trinità a Schio
- Sacrario del Montello presso Nervesa della Battaglia
- Sacrario militare di Pocol presso Cortina d'Ampezzo
- Sacrario militare di Castel Dante a Rovereto
- Sacrario militare del Tonale
- Sacrario di Fagarè
- Sacrario militare di Colle Isarco
- Sacrario Francese di Pederobba
- Sacrario del Montello
- Sacrario militare italiano di Rodi

### Templi
- Tempio votivo di Venezia-Lido
- Tempio della Pace a Padova
- Tempio ossario di Bassano del Grappa
- Tempio ossario dei Caduti d'Italia di Udine
- Tempio ossario dei Caduti d'Italia

## Eventi militari
- 4 marzo – Fondazione dell'Esercito Italiano (1861)
- 25 aprile – Anniversario della liberazione d'Italia (1945)
- 2 giugno – Festa della Repubblica Italiana (1946)
- 7 luglio – Giornata Nazionale del Fante (1920)
- 4 novembre – Festa dell'Unità Nazionale e Forze Armate

## Onorificenze
Il Medagliere nazionale dell’Associazione Nazionale del Fante (ANF) reca le seguenti onorificenze, conferite all’Arma di Fanteria o ai singoli fanti individualmente, e autorizzate dal Ministero della Difesa con decreto del 23 maggio 1983.
Ulteriori decorazioni nel Medagliere
- 86 Medaglie d’oro al Valor Militare conferite a reggimenti di fanteria
- 655 Medaglie d’oro al Valor Militare conferite a fanti individualmente

## Pubblicazioni

### Riviste
L'organo informativo del sodalizio è Il Fante d'Italia, rivista cartacea nata nel 1948. Viene recapitata ai soci dell'A.N.F. mediante spedizione in abbonamento postale. Dal 2020 è disponibile anche sul web in formato PDF.Associazione Nazionale del Fante: Home
Altra pubblicazione di sezione è Il Fante Cividalese, rivista mensile online nata nel 2020 e pertinente alla sezione di Cividale del Friuli "Col. Pietro Benatti". Viene recapitata ai soci dell'A.N.F. mediante mailing list.

### Libri
In occasione del Centenario della traslazione del Milite Ignoto:
- Il Viaggio del Milite Ignoto da Aquileia a Roma, Associazione Nazionale del Fante, Vicenza 2021.[51]

## Decreti
- Regio Decreto 13 maggio 1943 s.n. conferisce al "Reggimento Fanti d'Italia" personalità giuridica
- Regio Decreto 2 agosto 1943 n. 704 pone le Associazioni d'Arma sotto la vigilanza del Ministero della Guerra, ora Ministero della Difesa.
- Decreto 12 febbraio 1954 n. 186 ripristina al sodalizio la denominazione di "Associazione Nazionale del Fante" e ne approva lo Statuto sociale.
- Decreto 2 febbraio 1956 n. 652 approva il Regolamento sociale.
- Decreto 15 aprile 1959 n. 457 approva le modifiche allo Statuto deliberate dal Congresso Nazionale di Cagliari (24 gennaio 1958).
- Decreto 23 maggio 1966 n. 486 approva le modifiche allo Statuto deliberate dal Congresso Nazionale di Trieste (3 novembre 1964).
- Decreto 17 novembre 1969 n. 825 approva le modifiche allo Statuto deliberate dal Congresso Nazionale di Grado (2 novembre 1968).
- Decreto del Presidente della Repubblica del 3 luglio 1984, concede lo Stemma Araldico all'associazione, atto iscritto nei Registri dell'Ufficio Araldico il 9 gennaio 1985; Reg. anno 1984 (pag. 71).
- Decreto 29 settembre 1998, approva le modifiche dello Statuto e del Regolamento deliberate dal Congresso Straordinario di Marina di Massa (20-21 settembre 1997) - Gazzetta Ufficiale n. 247 del 22 ottobre 1998.